# Rás Lanúf
Rás Lanúf je město v Libyi. Leží na břehu středomořského zálivu Velká Syrta. Město mělo v roce 2010 přibližně třináct tisíc obyvatel.
Je zde významná ropná rafinerie.
4. ledna 2016 se přístav neúspěšně pokusili obsadit přívrženci Islámského státu v Libyi.